# 阮氏明開
阮氏明開（1910年11月1日—1941年8月28日），原名阮氏榮（Nguyễn Thị Vịnh），越南獨立運動家，越南共產黨早期領導人，1910年生於法屬印度支那乂安省榮市；其胞妹阮氏光泰則是武元甲的元配。

## 生平
阮氏明開就讀教授法越語的法南小學，1927年自高春育學校畢業。翌年被推薦加入新越革命黨，任職該黨的執行委員會，負責動員乂安省婦女及榮市絲綢、火柴等工廠婦女組訓的任務。1930年阮氏經海防前往香港參加革命活動，與當時化名「李瑞」的胡志明墜入愛河。1931年4月29日阮氏遭到香港政府逮捕，同年秋季被釋放。同年6月6日李瑞（胡志明）在九龍遭到逮捕，1933年被驅逐出境，隨後她取路途經廣州、上海，搭船至海參崴，輾轉抵達莫斯科。
1933年3月阮氏返回香港，與海外執行委員會的黎鴻峰聯絡，兩人雙雙被選任參加1935年7月25日舉行的共產國際第七屆世界共黨大會。1934年12月入境莫斯科時，阮氏申報配偶為「P.C.林」（P.C. Lin），這是胡志明在蘇聯活動時使用的化名。另外，根據當年共產國際大會工作人員薇拉·瓦西里耶娃的女兒對美國歷史學者蘇菲·奎因-賈奇（Sophie Quinn-Judge）的描述，P.C.林常與一位名為黎氏蘭（Le Thi Lan之音譯）的越南女性到她家拜訪；而黎氏蘭即為阮氏明開在蘇聯活動時的化名。
第七屆共产国际大會結束後，1935年8月阮氏於莫斯科與黎鴻峰公開登記結婚，且她停留在莫斯科的東方勞動大學學習，直到1937年2月為止。1938年阮氏經法國返回越南西貢，負責發展婦女組織，開辦婦女訓練班。1940年元旦，阮氏在西貢檳城的紅福醫院產下一女，取名黎阮鴻明（Lê Nguyễn Hồng Minh），即各取夫妻名字一字而成。同年7月，阮氏遭到法國殖民當局的逮捕，並於翌年8月28日與何輝集、阮文渠、武文秦等人一同被判死刑，隨即執行處決。至今，越南境內有許多城市以阮氏明開作為街道名稱。

## 外部連結
- 《胡志明生平考》：第三篇 漂泊流浪的歲月 （页面存档备份，存于）
- 胡志明的妻妾情人們 （页面存档备份，存于）